# Arthur Henrique
Arthur Henrique Peixoto Tantos, noto semplicemente come Arthur Henrique (San Paolo, 17 maggio 1994), è un calciatore brasiliano, difensore del São Bernardo.

## Caratteristiche tecniche
È un terzino sinistro.

## Carriera
Dopo aver militato nelle serie inferiori del campionato brasiliano, nel 2019 si è trasferito in Portogallo firmanto per il Gil Vicente. Ha esordito in Primeira Liga il 10 agosto 2019 disputando l'incontro vinto 2-1 contro il Porto.